# مکسین اونس
مکسین اونس (انگلیسی: Maxine Evans؛ زادهٔ ۹ نوامبر ۱۹۶۶) بازیگر، کارگردان نمایش، کارگردان تلویزیونی، عکاس، نویسنده اهل بریتانیا است. وی از سال ۱۹۶۶ میلادی تاکنون مشغول فعالیت بوده‌است.
از فیلم‌ها یا مجموعه‌های تلویزیونی که وی در آن‌ها نقش داشته‌است، می‌توان به تورچ وود، خیابان کورونیشن، پوآرو، تلفات، گل!، ایست‌اندرز و شهر هالبی اشاره نمود.